# Ghislaine De Boom
Ghislaine De Boom (29 août 1895 à Torhout - 26 septembre 1957 à Etterbeek) est une historienne belge.

## Biographie
Ghislaine De Boom est docteur en Philosophie et Lettres de l'Université libre de Bruxelles. En 1923, elle est la première femme lauréate du concours universitaire.
Ghislaine De Boom est attachée au Cabinet des Manuscrits de la Bibliothèque royale de Belgique dont elle est conservatrice avant d'être chargée de diriger la section de la chalcographie en 1950.

## Publications
- Les Ministres plénipotentiaires dans les Pays-Bas autrichiens : Principalement Cobenz
- Archiduchesse Éléonore d'Autriche (1498-1558) : Reine de Portugal et de France, sœur de Charles Quint.
- Le Destin tragique des Habsbourg : Ysabeau d'Autriche et Don Carlos.
- Les Voyages de Charles Quint.
- Charles Quint - Prince des Pays-Bas.
- Correspondance de Marguerite d'Autriche et de ses ambassadeurs à la cour de France concernant l'exécution du traité de Cambrai 1529-1530.
- Don Carlos, l’héritier de Jeanne la Folle.
- Marguerite d'Autriche-Savoie et la pré-Renaissance.
- Marie de Hongrie.
- L’Occupation des pays du Bas Rhin pendant la guerre de Sept Ans